# Campeonato de Cataluña de Baloncesto
El Campeonato de Cataluña de Baloncesto fue la máxima competición de baloncesto disputada en Cataluña desde los años 20 hasta finales de los 50. Esta competición, iniciada en 1923 y organizada por la Federación Catalana de Baloncesto (FCBQ), es la competición decana en todo el estado español y, junto con el Campeonato de Castilla de Baloncesto, fue la liga más importante que se disputó hasta su desaparición en 1957, apenas coincidiendo con el nacimiento de la Liga española. La copa servía como clasificación para la Copa de España.

## Palmarés
- 9 títulos FC Barcelona (1942, 1943, 1945, 1946, 1947, 1948, 1950, 1951, 1955)
- 5 títulos Club Joventut de Badalona (1949, 1952, 1953, 1954, 1957)
- 4 títulos Société Sportive Patrie (1923, 1930, 1935, 1936)
- 3 títulos Laietà Basket Club (1928, 1929, 1944)
- 2 títulos Club Esportiu Europa (1924, 1926)
- 2 títulos FC Martinenc (1925, 1927)
- 2 títulos RCD Español (1931, 1932)
- 2 títulos Club Bàsquet L'Hospitalet (1940, 1941)
- 1 títulos Juventus AC (1933)
- 1 títulos Iluro BC (1934)
- 1 títulos Aismalíbar Montcada (1956)

## Enlaces
- Crónica de un resultado de la competición(PDF) del Mundo Deportivo.
- Artículo sobre El Layetano.
- Palmarés de la sección de baloncesto del FC Barcelona
- Palmarés del Laità Basket Club (en catalán)
- Historia Basket catalán (en catalán)
- Web de la Fundació del basquet català Archivado el 20 de julio de 2011 en Wayback Machine.